# 마담 보바리 (1991년 영화)
마담 보바리(Madame Bovary)는 프랑스에서 제작된 끌로드 샤브롤 감독의 1991년 드라마 영화이다. 귀스타브 플로베르의 동명의 소설을 바탕으로 제작되었다. 이자벨 위페르 등이 주연으로 출연하였고 마린 카미츠 등이 제작에 참여하였다.

## 출연

### 주연
- 이자벨 위페르

### 조연
- 장 프랑수아 발머
- 크리스토프 말라보이
- 장 얀느
- 루카스 벨보
- 크리스티안 미나졸리

## 제작진
- 원작자: 구스타브 플러버트
- 미술: 미쉘 애브 바니어
- 의상: 코린느 조리